# Burmees (kattenras)

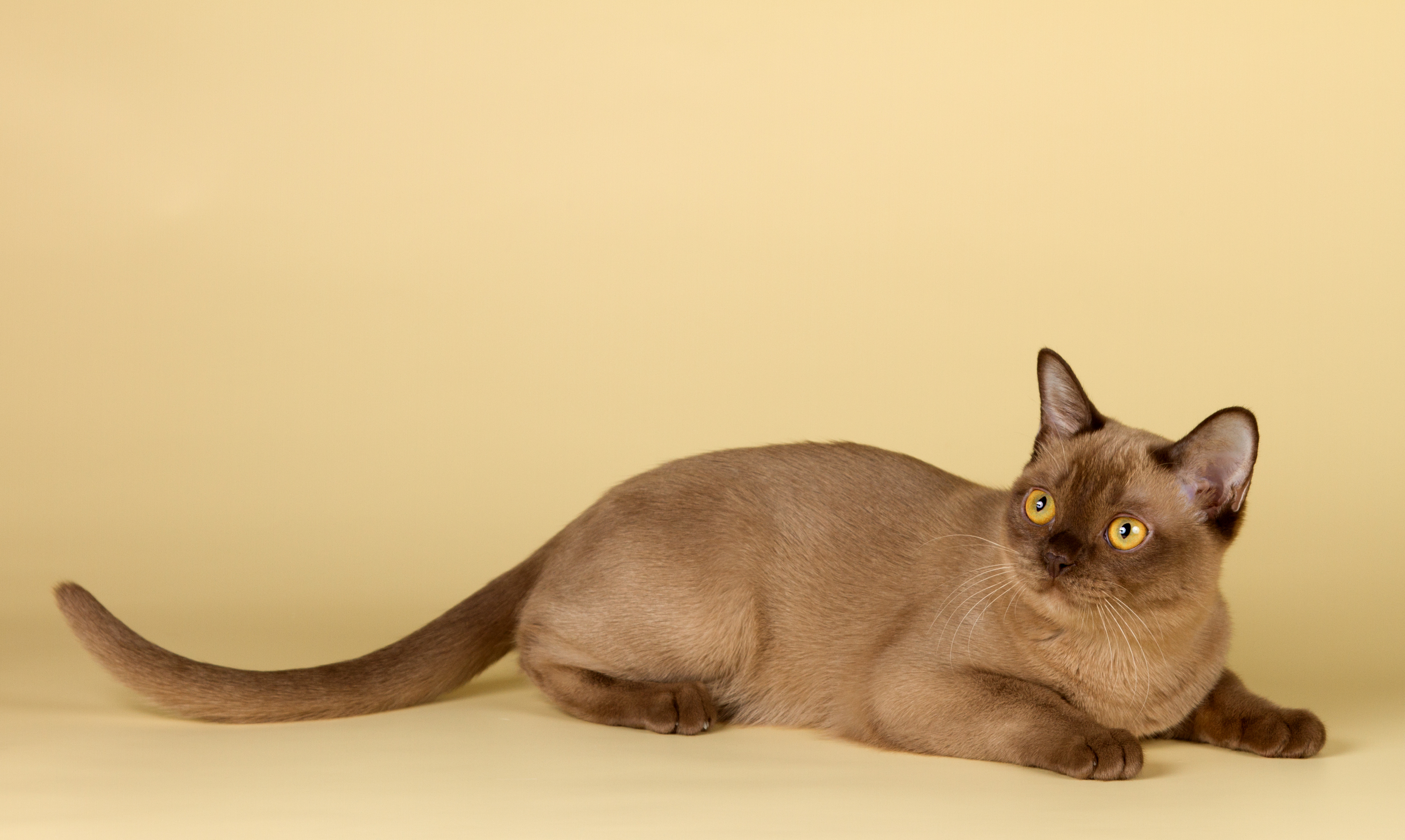
Chocolade kitten Amerikaanse Burmees

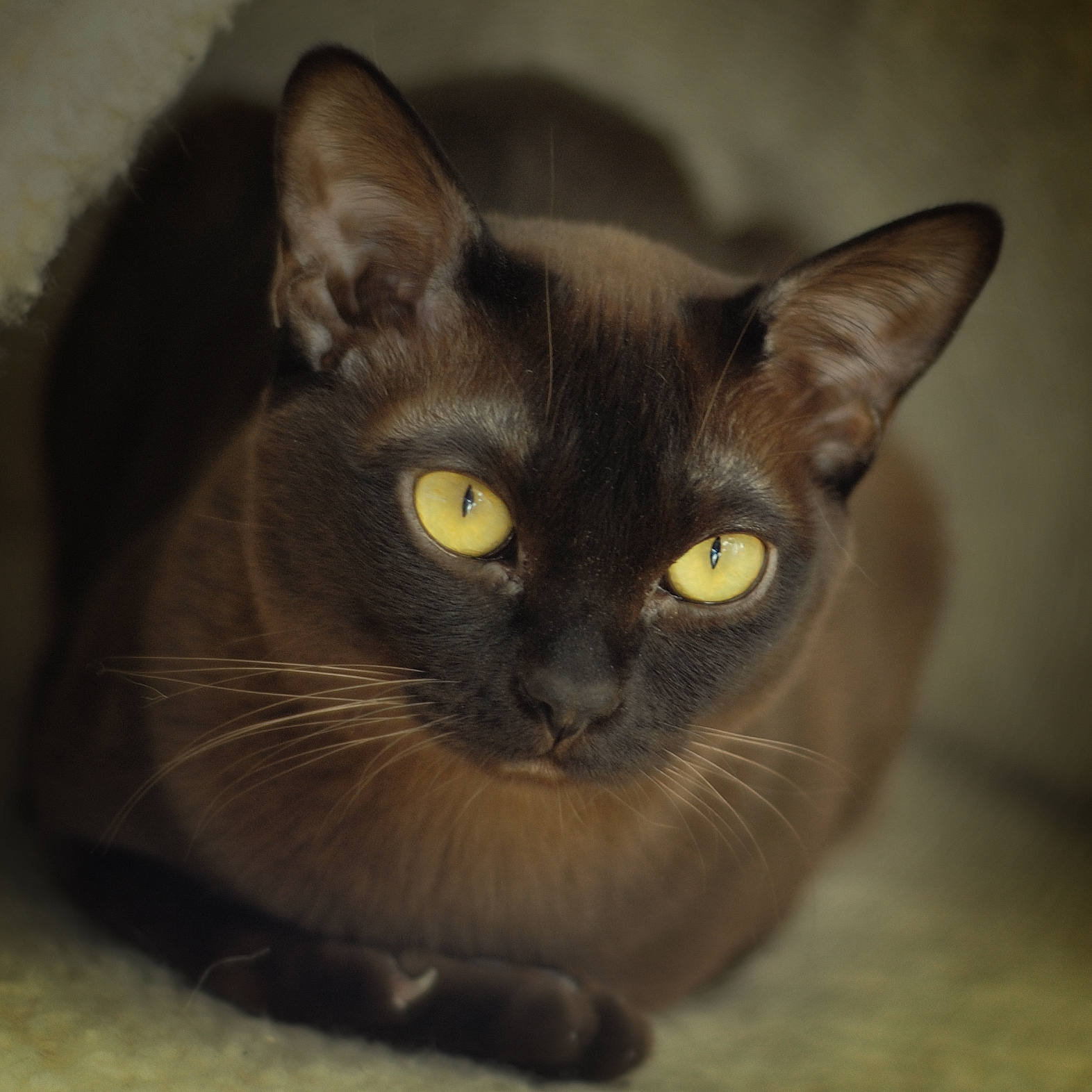
Zwarte Europese Burmees

De burmees is een kortharige kat afkomstig uit het Verre Oosten (Birma en omstreken).
Kenmerkend voor het ras is het bezitten van twee partiële albinofactoren, genotype cbcb (sepia colorpoint), waardoor de pigmentontwikkeling geremd wordt en de kleur het duidelijkst doorkomt op de extremiteiten van het lichaam (kop, poten en staart) terwijl er een lichter nuance ervan op het lichaam aanwezig is. De kleurremming treedt op op die delen van het lichaam die het warmst van temperatuur zijn.

## Herkomst
In een dichtbundel uit de 14de eeuw die werd teruggevonden in Siam (het oude Thailand), komt de burmees voor onder de naam "Sapalak" of "Thong Daeng". Hij bezit een gen dat de kleur van zijn vacht verzacht, behalve aan de uiteinden, maar met mindere contrasten dan bij de siamees.
In de jaren dertig werden exemplaren van het ras, waaronder de stammoeder "Wong Mau" meegenomen vanuit het Verre Oosten naar de Verenigde Staten. Van daaruit verspreidde het ras zich eerst naar Engeland en later over de rest van de wereld onder kattenliefhebbers.

## Beschrijving
Terwijl in de VS er een compacter, ronder en kortsnuitiger type gefokt wordt, de Amerikaanse burmees, is er in Europa een slanker type met een langersnuitiger kop preferent, de Europese burmees.
Tevens worden er in de VS enkel de "klassieke kleuren" bruin (zwart), blauw, chocolade en lila gefokt, terwijl de Europese burmees ook voorkomt in rood, crème, schildpadvariëteiten, kaneel en reebruin.
Er bestaat ook een langhaar versie.
Deze wordt de Burmees langhaar genoemd, en wanneer gefokt als type van de Aziatische kat, wordt het de tiffanie genoemd.

## Raskenmerken
- Lichaam: Gemiddelde grootte, gespierd en elegant met een korte snuit
- Ogen: Groot, rond, goudgeel, wijd uit elkaar
- Vacht: Gladde, satijnglanzende pels
- Karakter: Lief, levendig en speels, ruwe en sterke stem.